# La Neuville-d'Aumont
La Neuville-d'Aumont is een plaats en voormalige gemeente in het Franse departement Oise in de regio Hauts-de-France en telt 263 inwoners (2005). De plaats maakt deel uit van het arrondissement Beauvais.

## Geschiedenis
De gemeente maakte deel uit van het kanton Noailles. Toen dit kanton op 22 maart 2015 werd opgeheven werd La Neuville-d'Aumont opgenomen in het kanton Chaumont-en-Vexin. Op 1 januari 2017 fuseerde de gemeente met Le Déluge en Ressons-l'Abbaye tot de commune nouvelle La Drenne.

## Geografie
De oppervlakte van La Neuville-d'Aumont bedraagt 4,8 km², de bevolkingsdichtheid is 54,8 inwoners per km².
De onderstaande kaart toont de ligging van La Neuville-d'Aumont met de belangrijkste infrastructuur en aangrenzende gemeenten.

## Demografie
Onderstaande figuur toont het verloop van het inwonertal.
Le Déluge · La Neuville-d'Aumont · Ressons-l'Abbaye